# Lilian Kallirová
Lilian Kallirová (6. května 1931 Praha – 25. října 2004 New York) byla americká pianistka.

## Život
Narodila se v roce 1931 v Praze, v roce 1940 se přestěhovala do New Yorku, kde studovala hru na klavír u Isabelle Vengerové a Hermana de Graba a skladbu a teorii u Huga Kaudera.  V roce 1957 debutovala s Newyorskou filharmonií. V roce 1959 se provdala za kolegu pianistu Clauda Franka, s nímž ve své kariéře často vystupovala. V roce 1975 se stala učitelkou na Mannes School of Music, na které byla kdysi studentkou. Často koncertovala a spolupracovala s celou řadou orchestrů a hudebníků. Za provedení Mozartova klavírního koncertu č. 17 byla nominována na cenu Grammy.
Lilian Kallirová a Claude měli jednu dceru, houslistku Pamelu Frankovou.  Ke konci svého života byla Lilian Kallirové diagnostikována zadní kortikální atrofie, případ, který zdokumentoval neurolog a spisovatel Oliver Sacks ve své knize The Mind's Eye. V roce 2004 zemřela na rakovinu vaječníků.